# كرويل ويلسون (سياسي)
كرويل ويلسون هو سياسي كندي، ولد في 17 سبتمبر 1762، وتوفي في 11 أغسطس 1832.